# Джовани Леви
Джовани Леви (на италиански: Giovanni Levi) е италиански стопански историк, който наред с Карло Гинзбург е един от основателите на така наречената Микроистория , клон на социалната история, считан за едно от най-важните направления в историографията в края на ХХ век. Заедно с Гинзбург е водещ на поредицата Microstorie в италианското издателство Einaudi, където между 1981 и 1991 г. излизат 21 новаторски книги. Докато Карло Гинзбург придава антропологичен и културологичен зрителен ъгъл в историческото изследване, Джовани Леви се ангажира със задълбочаване на включването на икономическите и социалните мрежи в представата за историческата реалност.

## Биография
Роден е на 29 април 1939 г. в Милано. Завършва Еврейското училище в Торино (1945-1953) и Класическия лицей „Андреа Дориа“ в Генуа (1953-1958). През 1958–1964 г. следва във Философския факултет на Торинския университет. Дипломира се с теза „Икономическата политика на Алберто де Стефани (1922-1925)“. Асистент в Торинския университет между 1964 и 1971 г., професор по стопанска история там от 1971 до 1994 г. Между 1994 и 2000 г. е професор по стопанска история във Венецианския университет „Ка Фоскари“. В пенсия от 2008 г.
Редактор е на списание Quaderni storici (Исторически бележници). Най-значимите му публикации са книгите „Нематериално наследство: Кариерата на един пиемонтски екзорсист през XVII век“ (1985) и „Център и периферия на абсолютистката държава“ (1985), както и сборника, на който е съсъставител заедно с Жан-Клод Шмит „История на младежите“ (1994).
Участва в двудневната международна конференция „Микроистория – макроистория: Каква социална история?“, която се провежда на 29 и 30 ноември 2008 в софийския хотел „Арена ди Сердика“.